# Marija Jambrišak
Marija Jambrišak (ur. 5 września 1847 w Karlovacu, zm. 23 stycznia 1937 w Zagrzebiu) – chorwacka pedagog, nauczycielka i publicystka.

## Życiorys
Była działaczką oświatową i kulturalną. Jako pierwsza kobieta w historii podjęła studia na wiedeńskim Pädagogium. Dzięki jej staraniom w 1892 roku otwarto żeńskie liceum w Zagrzebiu. Była jego dyrektorką i pracowała w nim jako nauczycielka. Broniła praw kobiet.

## Wybrane prace
- Znamenite žene iz priče i poviesti (1885)
- O ženskom uzgoju (1892)
- O pristojnom vladanju (1895)